# Inesperado (álbum)
Inesperado es el sexto álbum de estudio de la cantante mexicana Anahí. Lanzado a la venta mundialmente el 3 de junio de 2016 a través de descarga digital.
Anahí se desempeñó como compositora de algunas de las canciones incluidas en el álbum, así como también se involucró en el arte y diseño. Trabajó junto a otros productores como Cheche Alara, Ettore Grenci y Sebastián Jácome. Hay un cover de la canción «La puerta de Alcalá» de Ana Belén y Víctor Manuel interpretado junto al cantante español David Bustamante y un cover del tema «Temblando» de Hombres G. El álbum incluye principalmente géneros tales como la reguetón, dance-pop, electropop, pop y el pop latino.
Para promocionar el álbum, Anahí lanzó cuatro sencillos: «Rumba», «Boom cha», «Eres» y «Amnesia». El primer sencillo fue una colaboración con el cantante boricua Wisin, el tema logró el primer puesto del Billboard Tropical Airplay en Estados Unidos además de dos nominaciones en los Premios Juventud. Su video musical fue grabado en Miami y dirigido por el reconocido Jessy Terrero. El segundo sencillo fue una colaboración con la cantante brasileña Zuzuka Poderosa, el tema logró ingresar en el top diez en la lista pop de Monitor Latino en Venezuela. Su video musical fue grabado en Miami y dirigido por Pablo Croce. El tercer sencillo, una colaboración con el cantante mexicano Julión Álvarez logró ingresar en el top diez de la lista pop de Monitor Latino en México y fue nominada como canción corta-venas en la decimotercera entrega de Premios Juventud. El video musical del sencillo se filmó en Chiapas, estado en el cual la cantante es primera dama. Finalmente, «Amnesia» compuesta por Claudia Brant y Noel Schajris, logró ingresar en las listas en México, Colombia y Estados Unidos. Su video musical, dirigido por Pablo Croce, fue filmado en Los Ángeles.

## Antecedentes
Durante 2012 se dio a conocer que Anahí se encontraba preparando su próximo álbum, colaborando con artistas como el rappero Flo Rida y reuniéndose con compositores como Diane Warren. En noviembre de 2012 la cantante realizó un Twitcam donde anunció el aplazamiento de su álbum, debido a cambios importantes que acontecieron en su compañía disquera, EMI. Esto se debió a que la discográfica fue comprada por la compañía Universal Music.
Finalmente, el 4 de febrero de 2013 lanzó su sencillo promocional «Absurda». En marzo de 2013, Anahí expresó a la revista Caras México que el sencillo no formaría parte de un nuevo disco ya que, según la cantante, no contaba con tiempo para dedicarle a la grabación de un álbum. La cantante se mantuvo alejada de su carrera artística durante cuatro años.
Finalmente, el 2 de julio de 2015 se dio a conocer la portada de Anahí para la revista estadounidense Para todos, donde la cantante anunció que venían sorpresas en el ámbito musical. El 10 de julio de 2015, Anahí anunció durante una conferencia de prensa, el lanzamiento del primer sencillo de su sexto álbum convirtiéndose en su regreso a la música.
En primer lugar se compartió que el nombre del álbum sería Amnesia. En diciembre de 2015, durante una entrevista con el bloguero brasileño Hugo Gloss argumentó que «este álbum ha sido muy "Inesperado", así que a lo mejor así lo llamo.. todavía estoy pensando». Finalmente en mayo de 2016 se confirmó que el título del álbum sería cambiado a Inesperado.

## Grabación y composición
El 25 de mayo de 2015, la cantante lanzó «Están ahí», sencillo promocional en agradecimiento a sus fanáticos. El sencillo fue compuesto por Julio Reyes, Ximena Muñoz y Andrés Torres, y fue producido por Ettore Grenci. El 8 de junio de 2015, Anahí compartió imágenes en el estudio de grabación. El 21 de julio de 2015 se dio a conocer que el primer sencillo del álbum, «Rumba», fue escrito y producido por Wisin. Si bien la grabación fue realizada en México, la producción del sencillo se llevó a cabo en Puerto Rico.
El 26 de julio de 2015, durante una entrevista para la portada de la revista Caras México, anunció que el productor del álbum fue el argentino Cheche Alara, quien trabajó con Lady Gaga y Shakira, otros productores incluidos son Ettore Grenci y Sebastian J. con quien ya trabajó previamente.
El 25 de agosto de 2015, Gente de Zona dio a conocer, durante una entrevista con Ritmoson Latino, la grabación de un tema con la cantante donde comentaron que: «nos pusimos de acuerdo con Anahí, ya que nos gusta probar diferentes ritmos, así que muy pronto nos van a escuchar al lado de Anahí y es muy importante para nosotros ya que queremos acercarnos más y más al mercado mexicano». Finalmente, en octubre de 2015 Anahí compartió el adelanto de tres temas, el primer adelanto fue del tema «Amnesia», anunciado finalmente como cuarto sencillo del álbum. La canción fue compuesta por la cantante junto a la compositora Claudia Brant y el cantante Noel Schajris. El 27 de octubre de 2015 compartió un adelanto del tema «Arena y sol» junto a Gente de Zona, el mismo día compartió un adelanto del tema «Siempre tú», compuesto por la cantante mexicana Gloria Trevi.
El segundo sencillo del álbum, «Boom cha», fue compuesto por Anahí, Claudia Brant, Julio Reyes, Urales Vargas, Cassiano Juliano y David Quinones. Producido por DJ Buddha y DJ Kassiano. El 7 de diciembre de 2015, se publicó la entrevista con el bloguero brasileño Hugo Gloss, donde Anahí comentó que fue el productor DJ Buddha quien le presentó a la cantante Zuzuka, agregando además que: «Ella me mostró una música con una idea nueva, y yo inmediatamente pensé que debería ser una colaboración en portugués. Nos juntamos varias veces, tuvimos muchas ideas. Es una canción que llevó mucho tiempo en estar lista. Me reuní con muchos compositores y productores hasta llegar a la versión final».
El tercer sencillo del álbum, titulado «Eres», fue compuesto por Anahí junto a la ganadora de un Grammy Latino Mariana Vega y por Jovany Barreto, Luis Salazar, Paolo Tondo, Tat Tong. Fue producido por "Los Swaggernautz", un dúo formado por el compositor y productor cubano Jovany Javier y el productor singapurense Tat Tong.
Durante una conferencia de prensa realizada para promocionar el lanzamiento del disco, comentó que «expuso su alma en cada uno de los temas que componen la producción musical, de la cuales en algunos es coautora». Finalmente expresó que «hay dos canciones que le dedica a su marido. Estas son "Eres", que hizo a dueto con Julión Álvarez, y "Siempre Tú", que escribió Gloria Trevi».

## Portada y folleto
El 18 de mayo de 2016, Anahí presentó, durante un Facebook live, la portada del disco. La fotografía fue tomada por el fotógrafo mexicano Uriel Santana. El maquillaje estuvo a cargo de Javier de la Rosa y el estilista fue el mexicano José Ramón Herdez. En la portada se puede observar a la cantante con los brazos cruzados, utilizando un crop top color blanco, miranda de frente a la cámara. Las fotografías fueron tomadas el 8 de febrero de 2016, la cantante subió tres fotos adelantando la sesión fotográfica. Se utilizaron cinco fotografías en el folleto del disco las cuales fueron parte de esta sesión y formaron parte de la portada de la cantante para la Revista Fernanda.
En cuanto a la portada utilizada en cada sencillo, las fotografías utilizadas en la portada del sencillo «Boom cha» fueron reveladas a través del Instagram de la cantante. Se puede ver a la cantante tomando su cabello mientras mira directamente a la cámara, utilizando un crop top color negro con un short color dorado, fueron tomadas el 18 de agosto de 2015.
La fotografía utilizada en la portada del sencillo «Eres» formó parte de las fotografías tomadas para la portada con la Revista Central de la cantante para el mes de diciembre. Tomada al igual que las demás fotografías por Uriel Santana, el estilista fue José Ramón Fernández y el maquillaje estuvo a cargo de Javier de la Rosa.

## Lanzamiento
El 22 de abril de 2016 la cantante subió a su cuenta en Instagram una foto que invitaba a sus fanáticos mexicanos a realizar un video de 30 segundos con su versión creativa del sencillo «Rumba», anunciando que los ganadores recibirían una sorpresa. El 24 de abril de 2016, Anahí anunció los ganadores, los cuales asistieron a una sesión secreta donde les permitió escuchar tres nuevas canciones del álbum. Los fanáticos ayudaron a la cantante a elegir el siguiente sencillo. Durante dicha sesión se anunció el lanzamiento del nuevo sencillo para el mes de mayo y el lanzamiento del álbum para junio, acompañado con una gran firma de autógrafos en la Ciudad de México.
El 18 de mayo de 2016, Anahí presentó, durante un Facebook live, la portada del disco además de anunciar su lanzamiento para el 3 de junio de 2016. El mismo día anunció que la preventa del mismo empezaría el 20 de mayo de 2016 y que se lanzaría una canción por cada viernes hasta el día del lanzamiento. Finalmente se anunció que se realizaría una firma de autógrafos el mismo día del lanzamiento en la Ciudad de México a las 5 de la tarde en Plaza Loreto, Ciudad de México. El mismo día se llevó a cabo, en Sao Paulo, Brasil, una fiesta de lanzamiento del disco titulada Anahi Day Party.
El 20 de mayo de 2016 se reveló el primer tema titulado «Siempre tú», compuesto por Gloria Trevi y Julio Reyes, producida por Sebastian J. El 26 de mayo de 2016 se reveló «Amnesia», cuarto sencillo del álbum. Compuesto por Anahí junto a Claudia Brant y Noel Schajris.
Finalmente el 3 de junio de 2016 se lanzó a la venta el disco y se realizó la firma de autógrafos donde convivió con sus fanáticos de Brasil, Colombia, Venezuela, Argentina, Israel y demás países que viajaron a México a verla. Se congregaron alrededor de 2500 personas, la firma fue pautada sólo para 2000.

## Recepción

### Recibimiento comercial
Inesperado, a pesar de la falta de promoción por parte de la cantante, contó con una buena recepción comercial a nivel mundial, el 20 de mayo de 2016 comenzó la preventa del disco, en Brasil se colocó en el primer puesto de los álbumes pre-ordenados y el mismo día del lanzamiento los sencillos del álbum ocuparon el top cinco en descargas digitales, en el primer puesto «Siempre tú», en segundo puesto «Eres», en el tercer lugar su sencillo «Boom cha», en cuarto «Rumba» junto al cantante Wisin y por último en el quinto puesto «Están ahí». Según un sondeo realizado por el sitio web Latin Pop Brasil sobre la plataforma Apple, Anahí vendió cuatro veces más que el cantante Justin Bieber, vendiendo sólo en 24 horas 399 copias digitales, en segundo lugar el cantante Lukas Graham con 118 unidades vendidas de «7 Years» y en tercer lugar Justin Bieber con 104 copias de su sencillo «Sorry». El top fue encabezado con «Siempre tú» vendiendo 136 copias, «Están ahí» registró 73 ventas, «Rumba» con 68 seguidas por «Eres» con 63 ventas digitales y finalmente «Boom Cha» con 59 ventas digitales. A la semana siguiente se lanzó «Amnesia» logrando nuevamente el primer puesto en ventas digitales en Brasil. En Argentina, «Siempre tú» logró el séptimo puesto en descargas digitales y el álbum el número uno en preventas.
Finalmente el 3 de junio de 2016 comenzó la venta digital del álbum donde tuvo un buen desempeño comercial al ser la única latina dentro del Top 100 en iTunes Global, debutando en el puesto cincuenta y uno en su primer día, bajando al puesto cincuenta y seis en su segundo día y al puesto ochenta y ocho en su tercer día con Inesperado. En dicha plataforma alcanzó el puesto número uno en Brasil, República Dominicana, Ecuador, Bolivia, Perú y Colombia. En Brasil, gracias a las ventas físicas en el país el álbum logró el noveno puesto de la lista Top CD de ABPD en su primera semana. A su segunda semana el disco alcanzó el primer puesto en ventas en la lista Top CD de ABPD, Brasil. A su tercera semana bajo al cuarto puesto de los discos más vendidos, al octavo puesto en su cuarta semana y en su quinta semana sube dos posiciones y se colocó en el sexto puesto. A su sexta semana baja al noveno puesto. En Colombia además de lograr el primer puesto en ventas digitales logró el tercer puesto en ventas físicas. En Estados Unidos logró el primer puesto en la categoría pop de música latina, el segundo en la categoría de música latina y el puesto ochenta y cuatro en la categoría general, esto le permitió debutar sólo con ventas digitales en el sexto puesto de la lista Latin Pop Albums Billboard y en el puesto diecisiete del Top Latin Albums Billboard.
Inesperado debutó en el segundo puesto de ventas digitales en México, España y Chile. México fue, junto con Brasil y Colombia, los únicos países en contar con distribución física del disco por parte de Universal Music Group logrando en su primera semana el primer puesto en ventas en las tiendas mexicanas Mixup, debutando en el tercer puesto de la lista Top 20 Álbumes Español y en el cuarto puesto del Top 100 de AMPROFON. A su segunda semana el álbum bajó al puesto diecisiete de la lista Top 20 Álbumes Español y al puesto veinticinco del Top 100. En España el disco debutó en el puesto setenta y siete de la lista de PROMUSICAE en su primera semana sólo con ventas digitales.

### Comentarios de la crítica
Inesperado recibió comentarios generalmente positivos por parte de los críticos. De acuerdo con Adriano Moreno, de los 40 Principales España, comenzó su análisis del álbum expresando que Anahí apuesta por sonidos que recuerdan a los años 90 e incluso el sonido de principios de los 00. Agregó que abundan los ritmos latinos, donde «sin lugar a dudas, el gran acierto de Inesperado es profundizar en los ritmos latinos que tan bien funcionan en esta época del año. Tras el rotundo éxito de Rumba (Feat. Wisin), carta de presentación del disco, Anahí volvió a apostar por este sonido con Boom cha, segundo single que contaba con la estrecha colaboración de la cantante brasileña Zuzuka Poderosa. La fórmula es muy similar a Rumba y la solución está en sintonía con el resto del disco». Continuó «estas dos canciones no son las únicas que beben de esos ritmos latinos. La intérprete mexicana se alía con Gente de Zona para Arena y sol, una canción que mezcla el sonido de Buleria de David Bisbal y lo mejor de la BSO de El Zorro. Un hit hecho exclusivamente para bailar en discotecas». Considera que el mejor tema del álbum es «Amnesia», cuarto sencillo, argumentando «Amnesia es un medio tiempo escrito por Claudia Brant, Noel Schajris y la mismísima artista, que nos traslada a otra época en la que Anahí brillaba con la formación RBD. Esta pieza bien podría ser la sucesora original de Sálvame…Sin duda, se ha dejado el mejor single para el final y seguro que influye muy positivamente en las ventas de la primera semana del disco». Finaliza su crítica al mostrar su desagrado por otras baladas «que no encajan con la estructura de Inesperado. Canciones algo obsoletas que no arriesgan ni aportan nada nuevo».
La radio española Cadena Dial empezó su reseña al mencionar el "homenaje" que la cantante realizó a la música española argumentando:

«la cantante Anahí acaba de publicar su nuevo álbum Inesperado en el que la mexicana ha decidido realizar varios guiños a la música española. Ha incluido en este lanzamiento dos versiones de grandes éxitos que se consolidaron en nuestro país hace unas décadas y que todavía permanecen en nuestra memoria. En primer lugar, Anahí muestra su lado más desgarrador en la balada "Temblando" que el grupo Hombres G comercializó con gran éxito en el año 1987. La mexicana ha escogido esta gran canción de la banda liderada por David Summers para demostrar su gran chorro de voz y emocionar a todos sus seguidores».

Por otro lado mencionó «La puerta de Alcalá», versión interpretada a dueto con el cantante español David Bustamante al cual considera uno de los artistas más exitosos del panorama musical español en la actualidad y agregó que ambos cantantes «han sabido darle su toque personal a esta gran canción que en los años ochenta se convirtió en un gran himno de la música española y han apostado por una versión más melódica que la original en la que ambas voces empastan a la perfección». Finalmente y luego de mencionar los demás duetos que integran el álbum termina su reseña al comentar que Inesperado es «un explosivo cóctel en el que Anahí alterna canciones muy cañeras con otras más lentas y que hace las delicias de todos sus seguidores que llevaban casi siete años esperando escuchar sus nuevos temas».
La revista estadounidense Hola mencionó que «Inesperado contiene varias colaboraciones con cantante como Wisin, David Bustamante, Julión Alvarez y la brasileña Zuzuka Poderosa. Es un disco que coquetea con el reguetón, pop, dance y muchos otros ritmos discotequeros. A sus 33 años, la cantante ya cuenta con un gran repertorio debido a que ha trabajado su carrera profesional desde Chiquilladas, un programa de televisión que fue muy popular a principios de los ochentas». El sitio web Telenovelas luego de mencionar el excelente desempeño del álbum en ventas digitales, asegura que «en el disco predominan los ritmos electrónicos latinos con los que enamoró a sus fans con la canción Rumba. En el proyecto se ha atrevido con una versión del clásico La puerta de Alcalá de Ana Belén a dúo con el cantante español David Bustamante. Los seguidores de Anahí están eufóricos por esta noticia».
Robson Gomes del Jornal do Commercio luego de realizar un repaso de los sencillo lanzados, expresó que «oscilando entre temas extremadamente pop y baladas tristes (su punto fuerte desde los tiempos con RBD) Inesperado trae una Anahí con un disco más alegre pero menos explosivo y "chicoloso" comparado con Mi delirio. Canciones como «Juntos en la oscuridad» y «Siempre tú» entregan letras románticas pero con melodías que asemejan a una balada». Mencionó que la canción que sorprende es «Inesperado» y también positivamente «Temblando» con «dramáticos arreglos y letra siendo una clara sentida interpretación por parte de la cantante». Continúa «otra canción destacada y divertida es «Me despido» y con ritmos pegajosos de reguetón el dueto con Gente de Zona que revela el tema más caliente del álbum mostrando el alma latina de la cantante». Finaliza su crítica hablando de «La puerta de Álcala», en la cual menciona que posee una letra espiritual y considera extraña mencionando que «fácilmente podría ser descartada del disco». Por último expresa que el título del disco encierra un álbum pop con baladas sentidas y cargado de sonidos electrónicos.
El sitio web brasileño Pop Cyber realizó una reseña sobre cada tema incluido en el álbum, comenzó mencionando que «Juntos en la oscuridad» es una canción pop con un toque dance y la considera hasta el momento «su canción preferida del disco, perfecta para bailar. En mi opinión una de las mejores canciones del álbum». Continuó argumentando que «Temblando» es una balada con una muy buena producción y comparó «Siempre tu» con las épocas de Baby blue a la cual consideró «una canción muy pop, siendo imposible quedarse parado cuando empieza a sonar la canción». Sobre «Me despido» argumentó que es un tema que tiene raíces latinas, instrumentos cautivantes y perfecta para terminar bailando. Sobre «Arena y sol» junto a Gente de Zona la consideró «muy española. Muy cautivante y "agitada", una de las mejores del disco, música digna de un gran video musical, al oír la música podemos darnos cuenta que fue muy preparada y merece sus debidos elogios». Finalmente considera que «La puerta de Álcala» es el único tema con el cual no se identificó.
Jenny Morgan del sitio web Pop en Español le dio cuatro de cinco estrellas al álbum y comentó que «Inesperado es una buena continuación de su trabajo como solista. Aun cuando el nuevo álbum no tiene los mismo sonidos dance como "Mi delirio", ella mantiene su origen pop. El álbum tiene una buena mezcla de baladas así como también divertidos sonidos pop». Luego de realizar un repaso de los sencillo lanzados menciona que «parecería no quedar más temas que oír pero puedo decir que todavía hay mucho para disfrutar. Mi tema favorito resulta ser otro dueto del álbum junto a David Bustamante. La pareja grabó un cover de un hit de los años 80, "La puerta de Alcalá", famoso tema de Ana Belén y Víctor Manuel. La versión es tan diferente que ni siquiera la reconoces hasta que llega el coro. Pienso que álbum vale la pena sólo por este tema». Y culmina expresando que el álbum es un retorno decente, y que Anahí con un rango vocal excelente demuestra a sus fanáticos y al mundo que ella es mucho más que un icono pop proveniente de RBD.

## Promoción

### Sencillos
El primer sencillo del álbum se titula «Rumba» y fue lanzado el 24 de julio de 2015 a través de descarga digital. La canción es una colaboración con el cantante de reguetón Wisin. En las listas de música, «Rumba» logró el primer puesto del Billboard Tropical Airplay, convirtiéndose en su primer número uno en Estados Unidos. En México logró alcanzar el cuarto puesto del top pop de Monitor Latino y el octavo puesto del Billboard México Español Airplay. En América del Sur el sencillo logró el primer puesto en los airplay de Ecuador y el quinto puesto en la lista de Record Report, Venezuela. El 16 de julio de 2015, Anahí interpretó junto a Wisin por primera vez, en la duodécima entrega de los Premios Juventud. La cantante cerró la premiación. El video musical, dirigido por Jessy Terrero, se estrenó el 28 de agosto de 2015. El sencillo logró posicionarse en el primer puesto en ventas digitales en Brasil, Honduras y República Dominicana, y el video musical en el primer puesto de la lista de México.
El 11 de diciembre de 2015 se lanzó el segundo sencillo, titulado «Boom cha» a dúo con la cantante brasileña Zuzuka Poderosa. Simultáneamente se lanzó el video musical, grabado en Miami y dirigido por Pablo Croce. El tema fue compuesto por Anahí junto Claudia Brant, Julio Reyes, Urales Vargas, Cassiano Juliano y David Quinones. Producido por DJ Buddha y DJ Kassiano. El sencillo tuvo un buen recibimiento por parte de la crítica por su incursión en nuevos géneros. En ventas digitales alcanzó el primer puesto en Brasil y República dominicana a sólo tres horas de su lanzamiento. El sencillo logró el noveno puesto en el top pop de Monitor Latino en Venezuela.
El 12 de febrero de 2016 lanzó a la venta el tercer sencillo titulado «Eres», compuesto por Anahí junto a la ganadora del Grammy Mariana Vega. Es un dueto con el cantante mexicano Julión Álvarez. En ventas digitales se convirtió en número uno en Brasil, siendo el cuarto sencillo del álbum en lograr el primer puesto en dicho país, y en República Dominicana. El video musical fue grabado en San Cristóbal de Las Casas, Chiapas y se estrenó el 25 de marzo de 2016. El sencillo logró el sexto puesto en la lista pop y el segundo en la lista hot song pop de Monitor Latino en México. En Estados Unidos logró el puesto diecisiete del Billboard Twitter Top Tracks.
El cuarto sencillo, «Amnesia», fue lanzado a la venta el 26 de mayo de 2016. El sencillo fue compuesto por Anahí junto a Claudia Brant y Noel Schajris. El 18 de mayo de 2016 comenzó la grabación del video musical. Será interpretada en vivo por primera vez en Premios Juventud. El sencillo se colocó en el tercer puesto del Hot song pop general México de Monitor Latino. El sencillo debutó en el puesto veinte de la lista pop de Monitor Latino en México. Alcanzando el puesto quince a su tercera semana y el sexto puesto a su sexta semana. Fue considerada por Monitor Latino como una de las canciones con mayor difusión internacional donde logró entrar al top 50 pop de Monitor Latino Ecuador. En Estados Unidos, logró el puesto dieciocho del Spotify Viral Billboard y el veintitrés del Twitter Top Tracks Billboard. El 16 de junio de 2016 se estrenó el video musical a través de su cuenta oficial en Vevo y a la venta a través de descarga digital. Fue producido por Pablo Croce con quien trabajó en el video de su segundo sencillo «Boom cha» y fue grabado en Los Ángeles, Estados Unidos.
Sencillos promocionales
El 25 de mayo de 2015, Anahí lanzó «Están ahí» a través de descarga digital, sencillo promocional en agradecimiento a sus fanáticos. Fue la primera canción que lanzó luego de su casamiento con el gobernador Manuel Velasco. El tema fue compuesto por Julio Reyes, Ximena Muñoz y Andrés Torres. Producido por Ettore Grenci. El mismo día se compartió el lyric video del sencillo en su cuenta en Youtube y su cuenta en Vevo.

### Interpretaciones en vivo
Anahí solo realizó dos interpretaciones en vivo, la primera en la duodécima entrega de los Premios Juventud 2015 donde interpretó su primer sencillo «Rumba» junto al cantante Wisin. El 14 de julio de 2016 realizó la presentación de su cuarto sencillo «Amnesia» en la entrega Premios Juventud.

## Lista de canciones
- Edición estándar

| Inesperado |                                               | |                                                                        |          |  |
| N.º        | Título                                        | Escritor(es)                                                                                                 | Producer(s)                                                            | Duración |  |
| 1.         | «Están ahí»                                   | Julio Reyes, Ximena Muñoz y Andrés Torres                                                                    | Ettore Grenci                                                          | 3:28     |  |
| 2.         | «Juntos en la oscuridad»                      | Claudia Brant, Álex Cantrall, Jeffrey Hoeppner                                                               | Ettore Grenci                                                          | 3:29     |  |
| 3.         | «Temblando»                                   | David Summers                                                                                                | Ettore Grenci                                                          | 3:31     |  |
| 4.         | «Siempre tú»                                  | Gloria Trevi, Julio Reyes                                                                                    | Sebastian J.                                                           | 3:32     |  |
| 5.         | «Me despido»                                  | Edgar Barrera, Andrés Castro, Mónica Vélez                                                                   | Andrés Torres                                                          | 2:59     |  |
| 6.         | «Arena y sol» (feat Gente de Zona)            | Jovany Barreto, Alexander Delgado, Jesús Herrera, Randy Malcom Martínez, Luis Salazar, Paolo Tondo, Tat Tong | The Dro1dz (Jovany Barreto & Luis Salazar), Jesús Herrera              | 3:26     |  |
| 7.         | «Rumba» (feat Wisin)                          | Wisin, Luis O' Neil                                                                                          | Wisin                                                                  | 3:15     |  |
| 8.         | «Boom cha» (feat Zuzuka Poderosa)             | Anahí, Claudia Brant, Julio Reyes, Urales Vargas, Cassiano Juliano, David Quiñones, Alfio Antico             | DJ Buddha, DJ Kassiano                                                 | 3:39     |  |
| 9.         | «Amnesia»                                     | Anahí,Claudia Brant, Noel Schajris                                                                           | Andrés Torres                                                          | 3:27     |  |
| 10.        | «La puerta de Alcalá» (feat David Bustamante) | Miguel Ángel Campos, Bernardo Fuster, Luis Mendo Muñoz, Francisco Villar                                     | Ettore Grenci                                                          | 3:44     |  |
| 11.        | «Eres» (feat Julión Álvarez)                  | Anahí, Mariana Vega, Jovany Barreto, Luis Salazar, Paolo Tondo, Tat Tong                                     | The Swaggernautz (Jovany Javier & Tat Tong), The Dro1dz (Luis Salazar) | 3:40     |  |
| 12.        | «Inesperado»                                  | Claudia Brant, Rafael Ruiz Esparza, Ettore Grenci                                                            | Andrés Torres, Mauricio Rengifo                                        | 3:41     |  |
| 41:56      |                                               | |                                                                        |          |  |

## Posicionamiento en las listas

### Semanales
| País           | Chart      | Lista                  | Mejor posición |
| 2016           | 2016       | 2016                   | 2016           |
| -------------- | ---------- | ---------------------- | -------------- |
| México         | Amprofon   | Top 20 Álbumes Español | 3              |
| México         | Amprofon   | Top 100 Álbumes        | 4              |
| Estados Unidos | Billboard  | Latin Pop Albums       | 6              |
| Estados Unidos | Billboard  | Top Latin Albums       | 17             |
| Brasil         | Billboard  | Brazil Albums          | 1              |
| Brasil         | ABPD       | Top CD                 | 1              |
| España         | PROMUSICAE | Top 100 Álbumes        | 77             |

#### Sucesión en listas semanales
| Predecesor: 7/27 de Fifth Harmony | Brazil Albums — Álbum número uno 20 de junio de 2016 — 26 de junio de 2016 | Sucesor: 7/27 de Fifth Harmony |

## Premios y nominaciones
A continuación, una lista con algunas de las candidaturas que obtuvieron los sencillos del disco:
| Año  | Premiación       | Trabajo                      | Categoría               | Resultado |
| ---- | ---------------- | ---------------------------- | ----------------------- | --------- |
| 2016 | Premios Juventud | «Rumba» (feat Wisin)         | La combinación perfecta | Nominada  |
| 2016 | Premios Juventud | «Rumba» (feat Wisin)         | La más pegajosa         | Nominada  |
| 2016 | Premios Juventud | «Eres» (feat Julión Álvarez) | Canción corta-venas     | Nominada  |

## Historial de lanzamiento
| País       | Fecha                 | Formato          | Discográfica    |
| ---------- | --------------------- | ---------------- | --------------- |
|            | 3 de junio de 2016    | Descarga digital | Universal Music |
| México     | 3 de junio de 2016    | Formato físico   | Universal Music |
| Colombia   | 18 de junio de 2016   | Formato físico   | Universal Music |
| Brasil     | 24 de junio de 2016   | Formato físico   | Universal Music |
| Costa Rica | 6 de julio de 2016    | Formato físico   | Universal Music |
| España     | 15 de agosto de 2016  | Formato físico   | Universal Music |
| Perú       | 2 de octubre de 2016  | Formato físico   | Universal Music |
| Chile      | 19 de octubre de 2016 | Formato físico   | Universal Music |